# Hafen Halifax

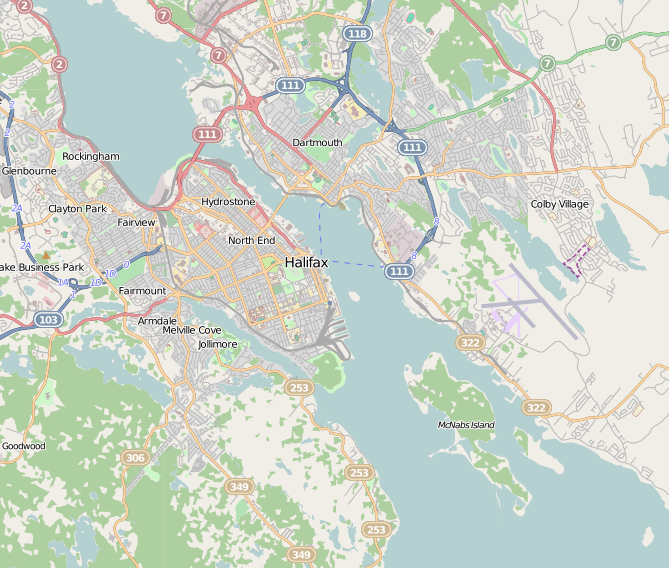
Überblickskarte Halifax mit Hafen und Seewegen

Der Hafen von Halifax (engl. Port of Halifax) zählt neben dem Hafen von Vancouver zu den größten Häfen in Nordamerika. Der Halifax Harbour bildet ein natürliches Hafenbecken. Betreiber des Hafens ist das staatliche Unternehmen Halifax Port Authority. Der Hafen in der kanadischen Provinzhauptstadt von Nova Scotia, Halifax, wird vor allem von Kreuzfahrtschiffen und Frachtschiffen angefahren.

## Geschichte
Der natürliche Hafen wurde von 1758 bis 1905 von der Royal Navy genutzt und dann Kanada übergeben. Im Jahre 1912 eilten von hier Schiffe und Boote zwecks zur Rettung der Passagiere der gesunkenen Titanic. 190 Menschen wurden nach Halifax gebracht und auf dem Fairview Cemetery beerdigt.
1917 kollidierten in der Nähe die Mont Blanc, ein französisches Munitionsschiff, und die Imo, ein belgisches Schiff unter norwegischer Flagge. Die Mont Blanc geriet in Brand, weshalb das mit Sprengstoffen beladene Schiff kurz danach explodierte. Durch die Explosion wurden 2000 Menschen getötet und weitere 9000 verletzt.
1928 wurde ein Ankunftshafen für eine Million Immigranten eröffnet. 1955 wurde die Andus-L.-MacDonald-Brücke sowie der Pier-A1 eröffnet. 1962 wurde das Bedford Institut für Ozeanographie (BIO) eröffnet. 1969/1970 wurde das erste International Container Terminal in Halifax eröffnet. Außerdem wurde die A.-Murray-MacKay-Brücke eröffnet. 1981 wurde das Fairview Cove Container Terminal eröffnet und 1982 das Maritime Museum of Atlantic. 1986 erfolgte der Ausbau des Fairview Cove Container Terminals. 1995 trafen sich die Regierungschefs der Gruppe der Sieben zum G7-Gipfeltreffen in Halifax. 2000 legten die größten Passagierschiffe in Halifax an.

## Infrastruktur
Infrastruktur im Bereich der Halifax Port Authority (HPA):
- das South End Container Terminal, Piers 36–42 (wird von der Halterm Limited betrieben)
- die Ocean Terminals, Piers 23–34
- der Seaport (benannt auch als Seawall), Piers 20–22, Kreuzfahrtschiff Pavilion und Pier 21 Museum, Niederlassung der NSCAD University, HPA Verwaltungsgebäude
- Halifax Grain Elevator, gemietet und betrieben von der Halifax Grain Elevator Limited
- Richmond Terminals, Piers 9 und 9A
- Richmond Offshore Terminals, Piers 9B–9D (Lager/Raffinerie für Mineralöl-Produkte)
- Fairview Cove Container Terminal, wird von Cerescorp betrieben

Folgende Einrichtungen sind nicht in Besitz der Halifax Port Authority (HPA):
- National Gypsum Werft (wird von der National Gypsum Company betrieben)
- Woodside Atlantic Werft (Schiffsreparaturen sowie Reparaturen von Bohrplattformen)
- Imperial Oil – Mineralöl-Lager (Imperial Oil beliefert die Dartmouth-Raffinerie)
- Autoport – Hafen zur Autoverladung fabrikneuer Fahrzeuge zu den Händlern in Nordamerika per Schienenweg (wird von der CN Rail betrieben), Eisenbahnverbindungen mit Montreal, Toronto, Detroit und Chicago.

Zudem existiert die Canadian Forces Base (CFB) Halifax, Hauptstationierungsbasis der Atlantischen Flotte, Atlantic fleet, (auch Maritime Forces Atlantic).

## Kreuzfahrttourismus
Der Hafen wird in der Regel im Zeitraum von April bis November eines jeden Jahres von Kreuzfahrtschiffen angefahren, die von insgesamt 19 Kreuzfahrtgesellschaften betrieben werden, darunter von der AIDA Cruises, TUI Cruises, der Carnival Cruise Lines, der Norwegian Cruise Line und der Royal Caribbean Cruises.